# Rasmus Jönsson
Rasmus Jönsson (Viken, 27 gennaio 1990) è un calciatore svedese, attaccante svincolato.

## Carriera

### Club
Ha esordito nel 2008 nella prima squadra dell'Helsingborg collezionando 97 presenze e 27 gol in circa tre stagioni e mezzo. Durante il calciomercato estivo del 2011, esattamente il 29 agosto, è stato acquistato dal Wolfsburg.
Dopo il prestito all'FSV Francoforte, l'attaccante svedese viene nuovamente mandato in prestito all'Aalborg, dove segna sei reti in diciannove presenza di campionato. Il 21 luglio 2014 passa definitivamente all'Aalborg, con la quale firma un contratto biennale e prende il numero 10. Scaduto il contratto con l'Aalborg al termine della stagione 2015-2016, rimane in Danimarca per firmare con l'Odense, rimanendovi due anni.
Nell'estate del 2018 è tornato al suo vecchio club svedese, l'Helsingborg, che nel frattempo era sceso in Superettan. Pochi mesi dopo, a fine campionato, la squadra ha riconquistato l'accesso alla massima serie. Dopo aver disputato con l'Helsingborg la prima parte dell'Allsvenskan 2019, nel luglio 2019 è stato ceduto ai thailandesi del Buriram United. L'esperienza asiatica si è rivelata però breve, tanto che già nel gennaio 2020 è ritornato all'Helsingborg. Durante questo periodo ha vissuto una promozione (dalla Superettan all'Allsvenskan al termine della stagione 2021) e due retrocessioni (dall'Allsvenskan alla Superettan al termine delle stagioni 2020 e 2022). Questa permanenza in rossoblù si è interrotta alla fine dell'annata 2023, quando ha lasciato la società per fine contratto. Nell'arco delle tre diverse parentesi all'Helsingborg, Jönsson ha collezionato complessivamente 325 presenze ufficiali con 50 reti all'attivo.

### Nazionale
Nel 2011 ha preso parte a due amichevoli con la nazionale maggiore per poi essere convocato nell'Under-21.

## Palmarès

### Club
- Coppa di Svezia: 2

Helsingborg: 2010, 2011
- Supercoppa di Svezia: 1

Helsingborg: 2011
- Campionato svedese: 1

Helsingborg: 2011
- Coppa di Danimarca: 1

Aalborg: 2013-2014
- Campionato danese: 1

Aalborg: 2013-2014